# 早坂龍之介
早坂 龍之介（はやさか りゅうのすけ、1994年6月7日 - ）は、山梨県出身のサッカー選手。ポジションはミッドフィールダー（主にボランチ）。

## 来歴
浜松開誠館高から明治大学法学部に進学し、サッカー部に所属。
2017年、ザスパクサツ群馬にアマチュア契約にて入団。同年8月18日に佐藤遵樹、志村駿太と共に選手の強化・育成において、公式戦での実戦経験を積むために群馬に復帰することを前提としてtonan前橋へ移籍する事を発表。
シーズン終了後、佐藤は群馬・前橋両クラブから契約満了、志村は群馬へ復帰したが、早坂は前橋で契約更新となった。
2019年、ルクセンブルク・ナショナルディビジョン（1部）のFC UNAシュトラッセンと契約したことが発表された。

## 所属クラブ
- フォルトゥナSCジュニア
- フォルトゥナSCジュニアユース
- 浜松開誠館高等学校
- 明治大学
- 2017年 ザスパクサツ群馬（アマチュア契約）
- 2017年8月 - 2018年 tonan前橋
- 2019年 - 2021年 FC UNAシュトラッセン
- 2022年 - FCカラスト埼玉南西

## 個人成績
| 国内大会個人成績 | 国内大会個人成績 | 国内大会個人成績 | 国内大会個人成績 | 国内大会個人成績 | 国内大会個人成績 | 国内大会個人成績 | 国内大会個人成績 | 国内大会個人成績 | 国内大会個人成績 | 国内大会個人成績 | 国内大会個人成績 |
| 年度             | クラブ           | 背番号           | リーグ           | リーグ戦         | リーグ戦         | リーグ杯         | リーグ杯         | オープン杯       | オープン杯       | 期間通算         | 期間通算         |
| 年度             | クラブ           | 背番号           | リーグ           | 出場             | 得点             | 出場             | 得点             | 出場             | 得点             | 出場             | 得点             |
| 日本             | 日本             | 日本             | 日本             | リーグ戦         | リーグ戦         | リーグ杯         | リーグ杯         | 天皇杯           | 天皇杯           | 期間通算         | 期間通算         |
| ---------------- | ---------------- | ---------------- | ---------------- | ---------------- | ---------------- | ---------------- | ---------------- | ---------------- | ---------------- | ---------------- | ---------------- |
| 2017             | 群馬             | 39               | J2               | 0                | 0                | -                | -                | 0                | 0                | 0                | 0                |
| 2017             | 前橋             | 34               | 関東2部          | 5                | 1                | -                | -                | -                | -                | 5                | 1                |
| 2018             | 前橋             | 7                | 関東2部          | 16               | 1                | -                | -                | -                | -                | 16               | 1                |
| 通算             | 日本             | 日本             | J2               | 0                | 0                | -                | -                | 0                | 0                | 0                | 0                |
| 通算             | 日本             | 日本             | 関東2部          | 21               | 2                | -                | -                | -                | -                | 21               | 2                |
| 総通算           | 総通算           | 総通算           | 総通算           | 21               | 2                | -                | -                | 0                | 0                | 21               | 2                |

## タイトル

### クラブ
明治大学
- 関東大学リーグ1部 (2016年)
- 総理大臣杯全日本大学サッカートーナメント (2016年)

## 代表歴
- U-18静岡県選抜
  - 第27回静岡県ヤングサッカーフェスティバル